# Apeadeiro de Alvito
O apeadeiro de Alvito é uma infra-estrutura da Linha do Alentejo, que serve a vila de Alvito, no distrito de Beja, em Portugal.

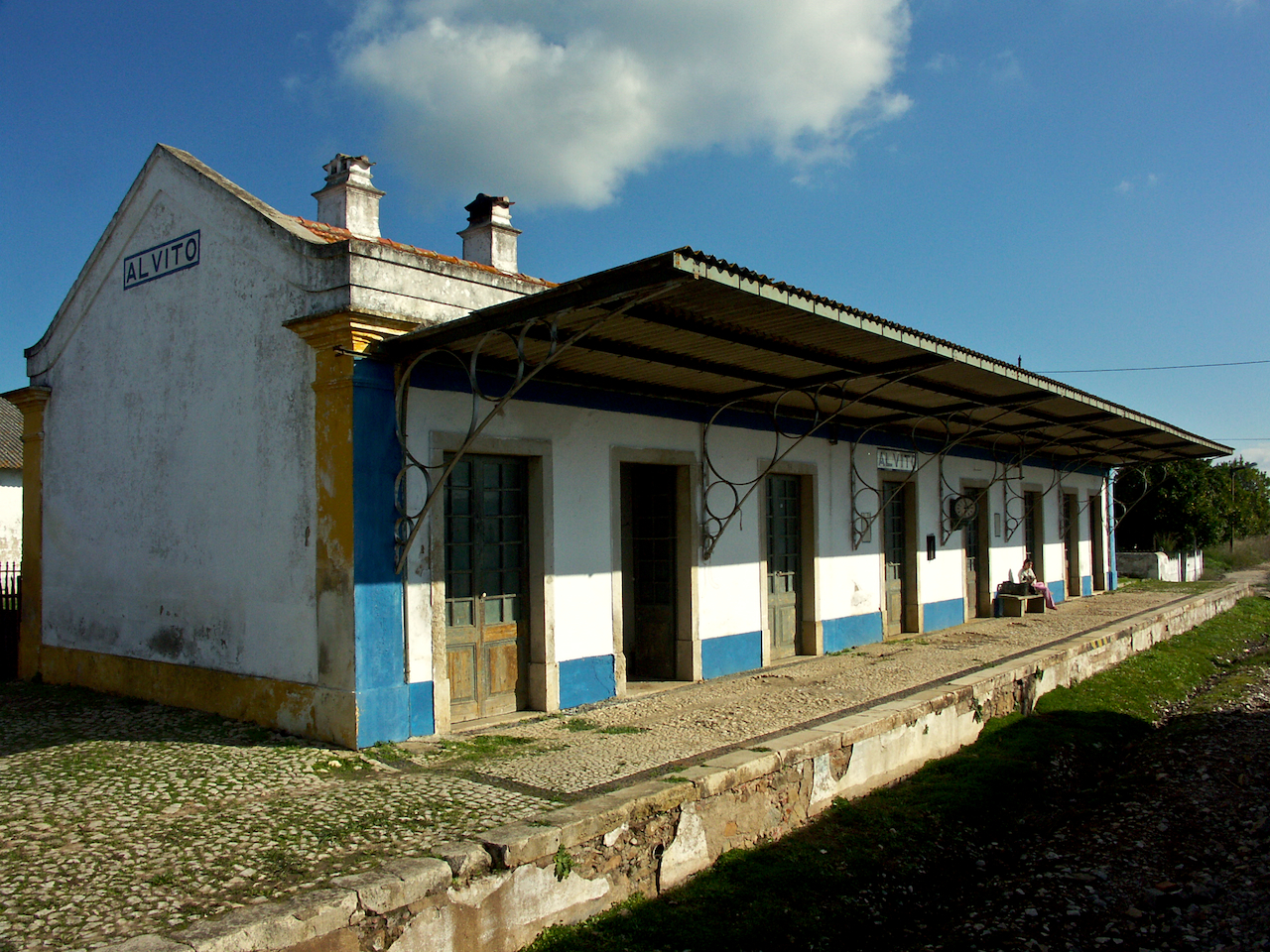
Apeadeiro de Alvito, em 2004.

## Descrição

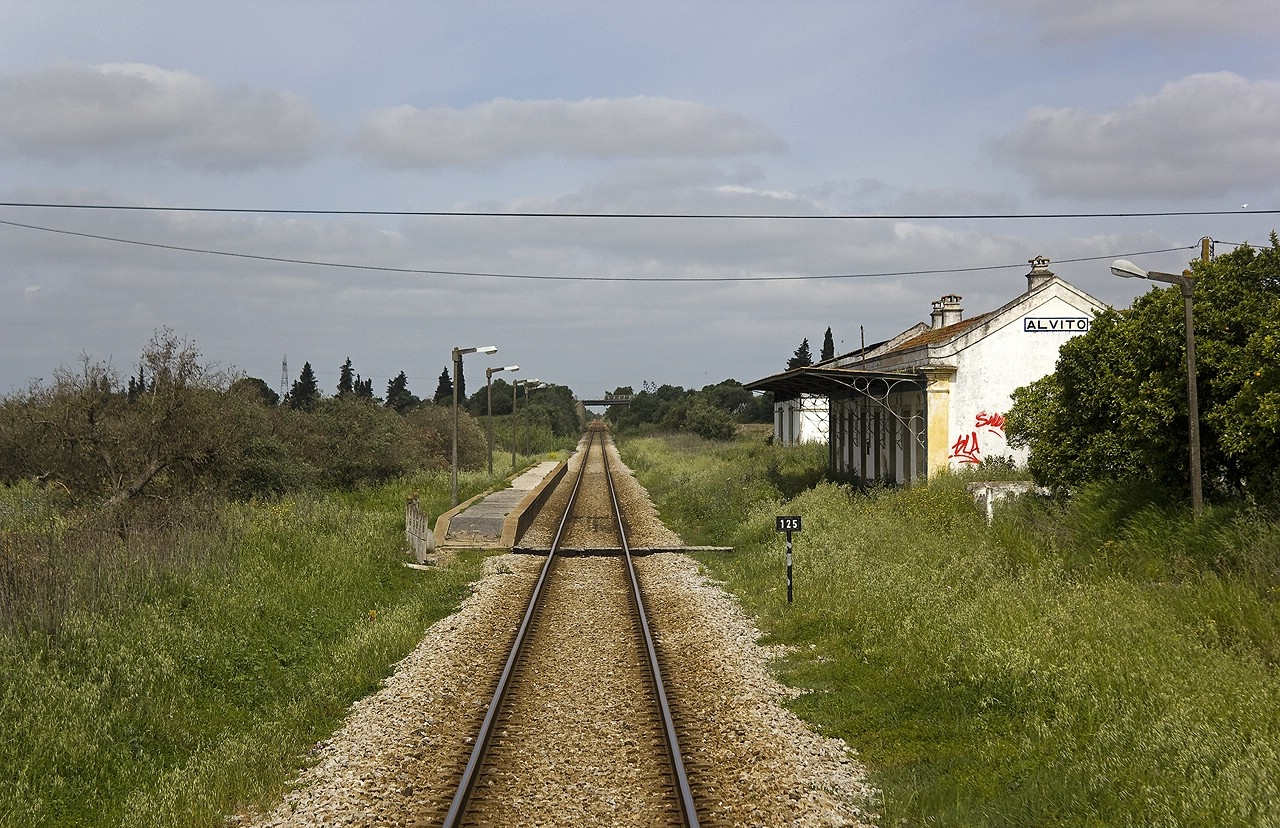
Linha do Alentejo em Alvito, 2010: a via desviada que servia a plataforma junto ao edifício de passageiros já levantada.

### Localização e acessos
O Apeadeiro de Alvito situa-se a sul da povoação nominal, distante 3,2 km; este trajeto mais curto, via EN257 (desnível acumulado de +94−10 m), implica o atravessamento das instalações da Ucasul (extração de óleo de bagaço), que rodeiam o exterior da estação.

### Infraestrutura
O edifício de passageiros situa-se do lado nordeste da via (lado esquerdo do sentido ascendente, a Funcheira). Como apeadeiro numa linha de via única, esta interface tem uma só plataforma, que tem 96 m de comprimento e 50 cm de altura.

### Serviços
Esta interface é servida por comboios regionais e Intercidades da operadora Comboios de Portugal.

## História
Este apeadeiro situa-se no troço entre Vendas Novas e Beja, que foi aberto à exploração em 15 de Fevereiro de 1864, pela Companhia do Sueste.
Em 1902, foram feitos várias obras de melhoramento nesta interface, que então tinha a categoria de estação. Em 1913, a estação estava ligada à vila de Alvito por uma carreira de diligências. Em 23 de Fevereiro de 1937, um diploma do Ministério das Obras Públicas e Comunicações ordenou a desafectação de uma parcela de terreno desta estação, para a construção de um celeiro da Federação Nacional dos Produtores de Trigo.

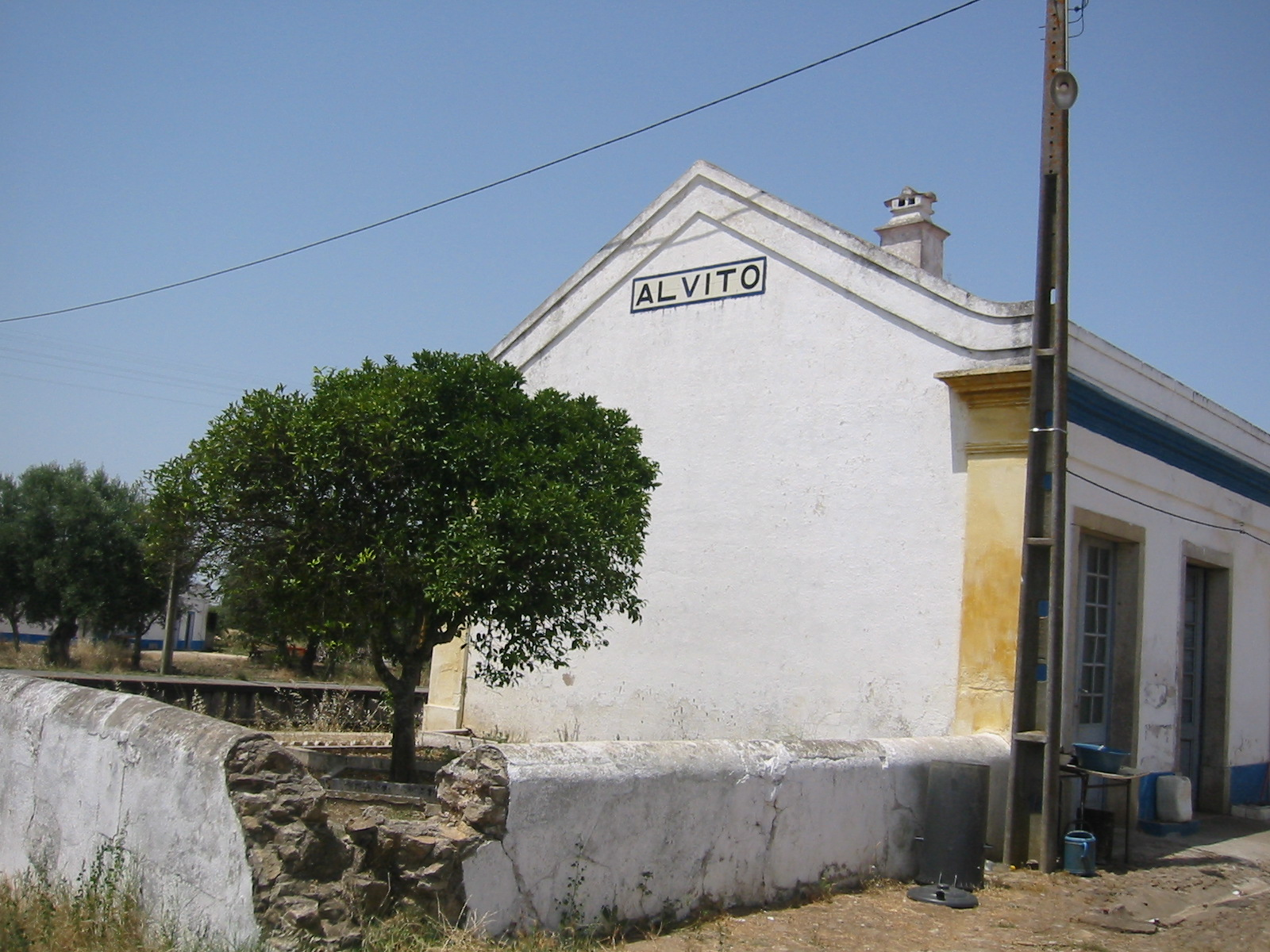
Aspeto dos edifícios a demolir.

Em 1988 este interface tinha ainda classificação de estação, tendo sido despromovido a apeadeiro mais tarde, antes de 2005.
Este apeadeiro ficou sem serviços ferroviários a 10 de Maio de 2010, para se proceder a obras de remodelação na Linha do Alentejo, executadas pela Rede Ferroviária Nacional. No entanto, devido aos protestos dos utentes e autarquias, a operadora Comboios de Portugal decidiu retomar o serviço regional entre Beja e Alcáçovas em 14 de Junho do mesmo ano.

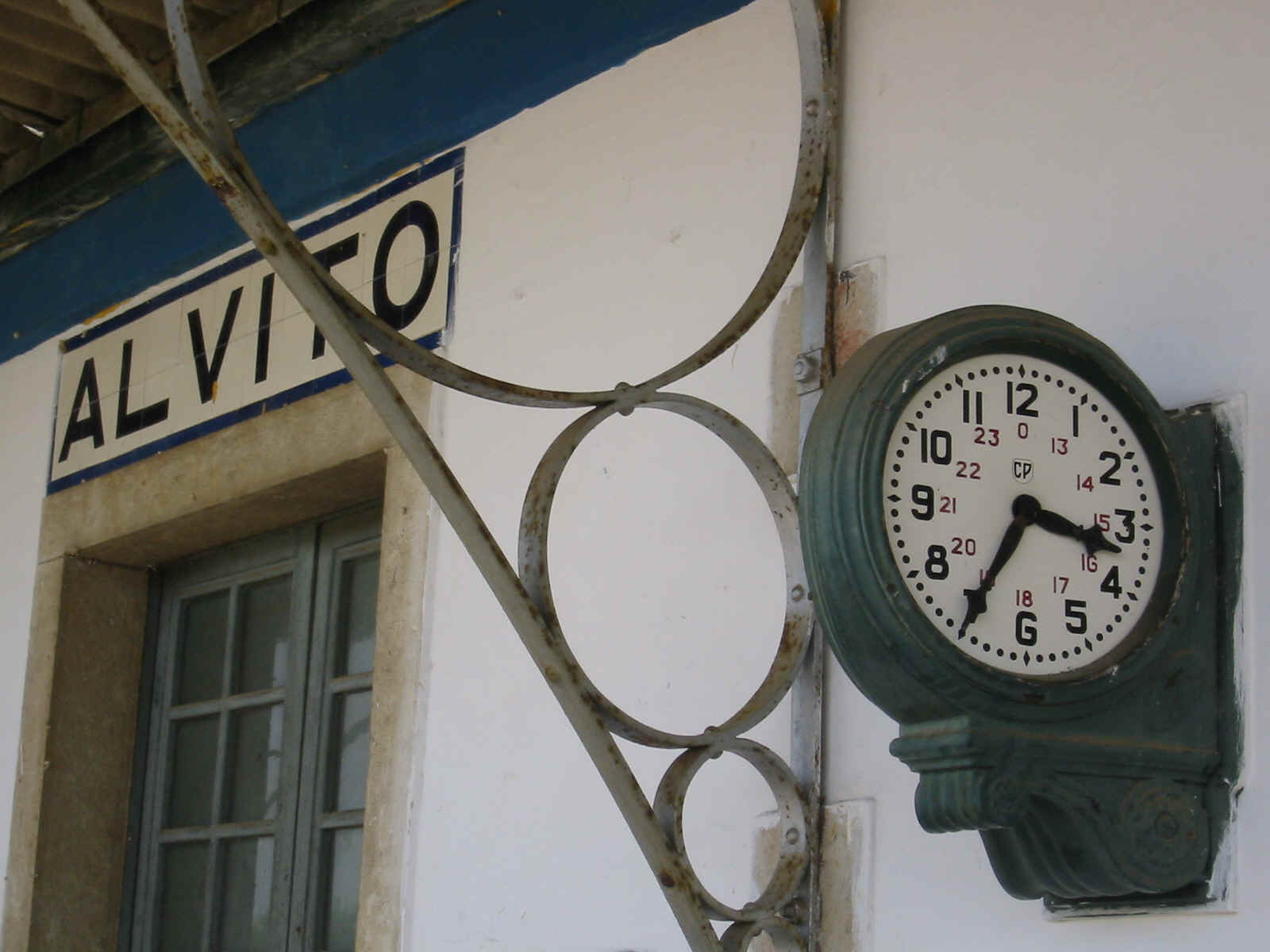
Relógio na antiga gare de passageiros.

Em Junho de 2021, a empresa Infraestruturas de Portugal anunciou a decisão de demolir os edifícios deste apeadeiro, em conjunto com o de Alcáçovas, e substituí-los por abrigos em cimento, como parte do programa de modernização da Linha do Alentejo, tendo justificado esta medida com «adiantado estado de degradação dos imóveis, e por «não serem necessários para a exploração ferroviária, nem para instalações técnicas nem para o operador ferroviário», referindo-se à empresa Comboios de Portugal.